# Chelostoma galeridum
Chelostoma galeridum är en biart som först beskrevs av Warncke 1991.  Chelostoma galeridum ingår i släktet blomsovarbin, och familjen buksamlarbin. Inga underarter finns listade i Catalogue of Life.